# Dartmouth
Dartmouth je grad u engleskoj grofoviji Devon. To je turističko središte na obalama estuarija rijeke Dart. Nalazi se u sklopu južnodevonskog područja izuzetne prirodne ljepote, i ima populaciju od 5.512 stanovnika.
Dartmouth je povezan s Kingswearom, na drugoj strani rijeke Dart, trima trajektima.
Dartmouth je bio dom Kraljevske mornarice od vladavine Edvarda III. i dva puta je bio iznenada napadnut i opljačkan tijekom Stogodišnjeg rata, nakon čega je ušće zatvarano svake noći s velikim lancima. Stoga je prilaz luci bio zaštićen dvjemautvrdama, Dartmouth i Kingswear.

## Vanjske poveznice
|  | Zajednički poslužitelj ima još gradiva o temi Dartmouth |

- Službene stranice